# Onthophagus granulifer
Onthophagus granulifer là một loài bọ cánh cứng trong họ Bọ hung (Scarabaeidae).